# Hypericum pimeleoides
Hypericum pimeleoides är en johannesörtsväxtart som beskrevs av Jules Émile Planchon, Amp; Linden, José Jéronimo Triana och Planch.. Hypericum pimeleoides ingår i släktet johannesörter, och familjen johannesörtsväxter. Inga underarter finns listade i Catalogue of Life.